# 이탈리아 북부
이탈리아 북부(이탈리아어: Italia Settentrionale)는 이탈리아반도의 북부 지역을 가리키는 말로, 북부(이탈리아어: Settentrione), 북이탈리아(이탈리아어: Norditalia), 상이탈리아(이탈리아어: Alta Italia) 등으로 불리기도 한다. 지리적으로는 아펜니노산맥에 의하여 이탈리아 중부와 구분되며, 대부분의 지역이 포강 유역에 자리잡고 있다. 지리적 개념이기 때문에 행정 기능은 없지만, 통계 편의상 행정적으로는 발레다오스타주, 피에몬테주, 리구리아주, 롬바르디아주, 에밀리아로마냐주, 베네토주, 프리울리베네치아줄리아주, 트렌티노알토아디제주의 8개 주로 구성되어 있다. 이탈리아 통계청(이탈리아어: Istituto Nazionale di Statistica, ISTAT)에서는 통계적 목적으로 이탈리아 북부를 북서 이탈리아와 북동 이탈리아로 나눈다. 유럽 연합의 통계지역단위명명법(NUTS)도 같은 기준을 사용하고 있다.
이탈리아 북부는 남부와 단순히 지리적으로만 구분되지 않으며, 하나의 문화적 단위이기도 하다. 1860년 가리발디에 의해 남이탈리아가 정복되어 이탈리아가 통일되기 전까지 이탈리아는 오랜 기간 분열되어 있었으며, 북부와 남부는 하나의 정치단위를 이루지 못하였다. 북부 이탈리아는 8세기 프랑크 왕국에 정복된 이후 19세기까지 신성 로마 제국의 영향권에 있었으나(중세 이탈리아 왕국), 남부 이탈리아는 이에 소속되지 않고 별개의 국가 발전을 이루었다.
이탈리아 북부는 유럽에서 1인당 GDP가 가장 높은 지역 중 하나로, 남부에 비해 경제적으로 더 발달되어 있다. 2008년 기준으로 이탈리아 북부의 인구는 이탈리아 전체의 45.8%였으나, 경제적으로는 7726.76조 유로의 명목 GDP로 전체의 54.8%를 차지했다.
북부와 남부의 문화적, 경제적 차이 때문에 북부의 분리 독립을 주장하는 움직임도 있다. 이탈리아의 정당인 북부동맹(Lega Nord)은 이탈리아 북부 및 중부의 14개 주를 파다니아라는 이름의 독립 국가로 독립시키고자 분리 독립 운동을 주도했으며, 이후에는 이탈리아를 연방국가로 전환시켜 북부의 자치권을 확대하는 것을 목표로 활동하고 있다.

## 지리
이탈리아 북부는 알프스산맥을 북쪽과 서쪽 경계로, 아펜니노산맥을 남쪽 경계로 하여 타 지역과 지리적으로 구분된다. 동쪽에는 아드리아해가 있다. 이탈리아에서 가장 긴 강인 포강이 알프스산맥과 아펜니노산맥에서 발원해 이탈리아 북부 전체를 가로지르며, 포강을 따라 생긴 롬바르디아 평원(또는 포 평원)은 이탈리아 최대의 곡창지대이다. 서쪽으로 프랑스, 북쪽으로 스위스와 오스트리아, 동쪽으로는 슬로베니아와 접하며 남동쪽에는 산마리노가 있다.

## 역사
고대에 이탈리아 북부에는 이탈리아 남부와 달리 그리스의 식민지가 별로 없었다. 로마 제국에 정복된 이후에는 갈리아의 일부로서 갈리아 키살피나라 불리다가 이탈리아로 흡수되었다. 서로마 제국이 멸망하고 게르만족의 대이동이 일어나면서 롬바르드족을 비롯한 게르만족이 이탈리아 지방으로 남하하게 되고, 이탈리아 북부 역시 대부분 랑고바르드 왕국에 정복되었다. 8세기 카롤루스 대제의 프랑크 왕국이 랑고바르드 왕국을 멸망시키면서 이탈리아 북부 역시 프랑크 왕국의 영토가 되며, 프랑크 왕국이 분열된 이후 여러 차례 변동을 거쳐 최종적으로 신성 로마 제국의 일부인 중세 이탈리아 왕국이 된다. 이탈리아 북부 지역은 롬바르디아 동맹을 형성하는 등 때로는 황제와 대립하기도 했으며 30년 전쟁의 결과 체결된 베스트팔렌 조약으로 사실상 신성 로마 제국에서 독립했지만, 1806년 나폴레옹에 의해 신성 로마 제국이 공식적으로 해체될 때까지 신성 로마 제국의 황제는 명목상 이탈리아의 왕으로서 권리를 행사했다.
나폴레옹의 정복으로 이탈리아 북부는 프랑스의 괴뢰국인 이탈리아 공화국(후에 이탈리아 왕국)이 되었다가, 나폴레옹의 몰락 이후 빈 회의에 따라 정복 이전으로 되돌려져 군소국이 난립하고 오스트리아 제국의 영향력이 강화된다. 이후 사르데냐 왕국의 주도로 이탈리아 통일 전쟁이 시작되면서 오스트리아 제국으로부터 롬바르디아 지역을 빼앗고 이탈리아 북부의 상당 부분이 통일된다. 제1차 세계 대전에서 오스트리아-헝가리 제국이 또다시 패배하면서 남티롤 지방을 포함한 미수복 이탈리아 지역까지 이탈리아 왕국에 포함되면서 현재와 같은 지역 경계가 완성된다.

## 경제
이탈리아 북부는 19세기 후반 산업혁명기에 이탈리아에서 가장 먼저 산업화된 지역으로서, 경제력 수준이 높은 편이다. 유럽 연합의 2015년 GDP 통계에 따르면, 이탈리아 북부의 1인당 GDP는 유럽 연합 28개 회원국의 평균을 상회하며, 베네룩스 및 오스트리아, 구 서독 지역과 함께 중부 유럽을 가로지르는 '부유한 지역의 띠'(band)를 이루고 있다.
반면 이탈리아 남부는 유럽 연합 전체 평균에 훨씬 못 미치는 1인당 GDP를 보이고 있어, 이탈리아 북부와의 경제격차가 심한 편이다.
정치학자 로버트 퍼트넘은 이탈리아 북부와 남부의 경제적 성과 차이가 역사적, 문화적 전통에서 기인한 사회자본의 차이 때문이라 분석하기도 하였다.

## 같이 보기
- 파다니아
- 이탈리아 북서부
- 이탈리아 북동부
- 이탈리아 남부
- 이탈리아 중부